# Vatterode (Mansfeld)
Vatterode is een plaats en voormalige gemeente in de Duitse deelstaat Saksen-Anhalt, en maakt deel uit van de Landkreis Mansfeld-Südharz.

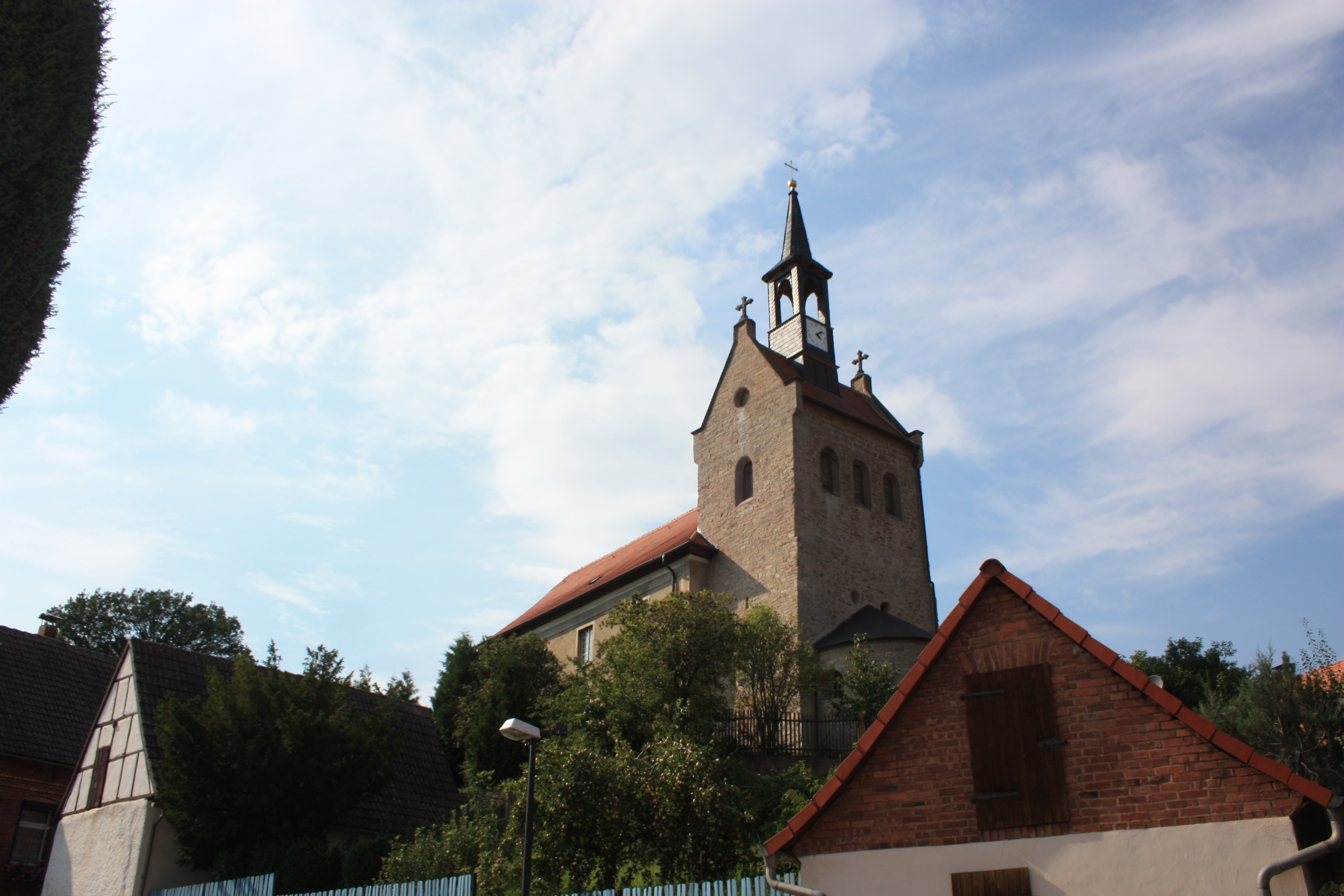
Dorpskerk van Vatterode

Vatterode telt 800 inwoners.